# Yarmukià
El yarmukià va ser una cultura ceràmica del període neolític ceràmic A (PNA en les seves sigles en anglès) de l'antic Llevant. Amb una cronologia de c. 6400–6000 aC, va ser la primera cultura ceràmica de la zona que ocupa actualment l'estat d'Israel i una de les més antigues del Llevant. El yarmukià pren el nom del riu Yarmuk, que flueix prop del jaciment tipus d'aquesta cultura, Xa'ar HaGolan, situat prop del quibutzs Xa'ar HaGolan, al peu dels Alts del Golan. Aquesta cultura és contemporània de la cultura lodiana, o Jericó IX, i de la cultura Nizzanim al sud.

## Xa'ar HaGolan

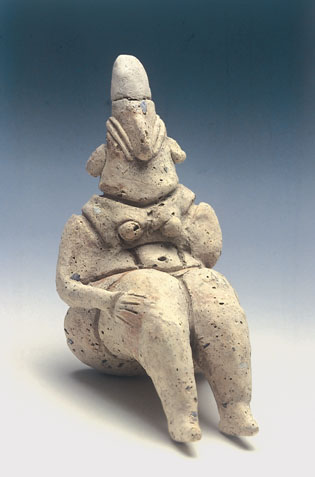
Figureta femenina trobada a Xaʽar HaGolan.

El primer jaciment yarmukià es va excavar a Meguidó a la dècada de 1930, però els investigadors encara no van reconèixer que pertanyés a una cultura neolítica desconeguda. El 1949, el professor Moshe Stekelis a Xaʽar HaGolan va identificar-hi per primera vegada el yarmukià com a una cultura del Neolític ceràmic a algunes parts d'Israel i Jordània. El jaciment, que data de l'any 6400-6000 aC, es trobava a la part central de la vall del Jordà, a la riba nord del Jarmuk. La seva superfície ocupava unes 20 hectàrees, la qual cosa el va convertir en un dels assentaments més grans coneguts del món en aquell moment. Tot i que després d'això es van descobrir altres llocs amb presència d'aquesta cultura, Xaʽar HaGolan va ser el més gran i probablement el centre d'aquesta cultura.
El jaciment va ser excavat per dos equips d'arqueòlegs de la Universitat Hebrea de Jerusalem: un dirigit per Moshe Stekelis (1949-1952) i l'altre dirigit per Yosef Garfinkel (1989-1990, 1996-2004). Tot i que en les primeres excavacions no es van trobar edificis, una segona excavació va revelar una gran casa amb un pati d'aproximadament 250–700 m² (segons els criteris de valoració de la zona). Estructures monumentals d'aquesta mida són desconegudes en altres jaciments d'aquella època. Les cases constaven d'un pati central envoltat d'unes petites estances.
Els carrers passaven entre les cases, indicant un urbanisme desenvolupat. Durant les excavacions es va trobar un carrer central d'uns 3 metres d'amplada, pavimentat amb còdols fixats amb argila, i un carreró estret sinuós d'1 metre d'amplada. Aquests són els primers carrers descoberts a Palestina i alguns dels primers carrers coneguts de la història. Un pou de 4,15 m de profunditat excavat per a trobar les aigües subterrànies locals indica coneixements bàsics de la hidràulica.

## Teoria recent
L'any 2015, una excavació d'urgència va treure a la llum un jaciment prehistòric prop de Beit Hilkia i la pedrera de Revivim, amb troballes d'època yarmukiàna, del Calcolític final i del bronze mitjà IIA–IIB. Va ser destacable la troballa d'una figureta d'argila cuita d'estil yarmukià, típica representació d'una deessa de la fertilitat, que significava la troballa més al sud d'aquest tipus de representació. De les 163 trobades fins a aquesta data, la gran majoria s'havien descobert a la zona principal de la cultura yarmukiana, dins i al voltant del jaciment tipus de Xa'ar Hagolan al nord, i només existien dues excepcions al sud. Aquesta nova troballa va portar a l'especulació que bona part del Llevant meridional podria haver estat habitat per una civilització contigua durant aquella època, amb diferències entre els tipus de ceràmica més evidents pels arqueòlegs actuals que per a la gent que vivia aleshores.

## Jaciments

Mapa de la cultura yarmukiàna dins del context d'altres cultures ceràmiques del Neolític al Llevant meridional.
Cultura jarmukiana
Cultura lodiana (Jericó IX)
Cultura nizzanim

Tot i que la cultura yarmukiàna va ocupar regions limitades del nord d'Israel i el nord de Jordània, s'ha trobat ceràmica yarmukiana en altres jaciments de la regió, fins i tot en les excavacions del carrer Habashan de Tel-Aviv i cap al nord fins a Biblos, al Líban.
A més del jaciment de Xa'ar HaGolan, el 1999 es van identificar uns altres 20 jaciments amb presència de ceràmica jarmuliana a Israel, Cisjordània, Jordània i el Líban. Per ordre alfabètic són els següents:

### Israel
- Hazorea (vall de Jizreel, Israel)[3][4]
- Carrer HaBashan, Tel-Aviv, 500 m al sud del riu Jarkon (plana costanera, Israel)[4]
- Hamadiya (vall central del Jordà)[3][4]
- Munhata (vall central del Jordà)[3][4]
- Assentament de Nahal Betzet II (plana costanera del nord)[5]
- Assentament de Nahal Zehora II (sud de la vall de Jizreel, turons de Manasseh)[5][6]
- Assentament de Nahal Zippori 3 (Galilea Occidental)[5]
- Tel Kabri (plana costanera del nord)[7]
- Tel Megiddo (vall de Jizreel) - Assentament yarmukià a la base del tel[4]
- Tel Qishyon/Qishion/Kishion (mal escrit com a Tel Kishon per la premsa) a prop del mont Tabor (Baixa Galilea)[3][4]

### Jordània
- 'Ain Ghazal[3]
- 'Ain Rahub[3]
- Jebel Abu Thawwab[3]
- Uadi Xueib[3]

### Líban
- Biblos[4]

### Cisjordània
- Tel Far'ah (Tirsà) (turons de Samaria)[4]
- Cova de Uadi Murabba'at (desert de Judea)[4]
- Cova de Uadi Qanah (oest dels turons de Samaria)[4]